# Richard Mortensen
Richard Mortensen (* 23. Oktober 1910 in Kopenhagen, Dänemark; † 6. Januar 1993 in Kopenhagen) war ein dänischer Maler und einer der bedeutendsten dänischen Künstler des 20. Jahrhunderts.
Mortensen studiert in den Jahren 1931 bis 1932 an der Königlichen Dänischen Kunstakademie in Kopenhagen. Im Jahr 1937 unternimmt er eine Studienreise nach Paris und begegnet dort den wichtigsten Vertretern des Surrealismus.
Anfang der 1930er Jahre wurde Mortensen von den Werken von Wassily Kandinsky beeinflusst. Seine Kunst dieser Zeit zeigt einen Ausdruck, der an Kandinskys abstrakte als auch an seine surrealistische Formensprache anknüpft. Im Jahr 1934 ist Mortensen Mitbegründer der Künstlergruppe „Linien“. Mortensens Kunst hat später einen spontan-expressionistischen Charakter. Seine noch späteren Bilder zeichnen sich durch große, klare, leuchtende Farbenflächen aus, die (gegeneinander gesetzt) den Raum des Gemäldes bilden. Im Jahr 1946 erhält Mortensen den Edvard-Munch-Preis. 1947 zieht er nach Paris um, wo er bis 1964 leben und arbeiten wird. Im Jahr 1950 erhält er den Kandinsky-Preis.
Richard Mortensen ist Teilnehmer der documenta 1 (1955), der documenta II (1959) und auch der documenta III im Jahr 1964 in Kassel. 1960 nimmt er an der Biennale von Venedig teil. Im Jahr 1968 wird er mit der Thorwaldsen-Medaille ausgezeichnet. Nach seiner Rückkehr nach Dänemark 1964 erhält er eine Professur an der Königlichen Dänischen Kunstakademie in Kopenhagen, die er bis 1980 innehat.
Mortensen stirbt am 6. Januar 1993 in Kopenhagen.

## Einzelausstellungen (Auswahl)
- 1947 Galerie Denise René, Paris
- 1959 Galerie der Spiegel, Köln
- 1970 Louisiana-Museum, Kopenhagen
- 1970 Kunsthalle Kiel
- 1989 Galerie bell´Art, Stockholm
- 1998 „The dream of pure form“, National Museum of Island, Reykjavík (Ausstellungsbeteiligung)